# Marisa Roesset Velasco
Marisa Roesset Velasco, també escrit Roësset (Madrid, 6 de març de 1904 - 18 de novembre de 1976), va ser una pintora espanyola.
Roesset va començar pintant durant la seva infància, sota la supervisió de la seva tia, la pintora María Roësset Mosquera. La seva cosina, Marga Gil Roësset, va ser escultora, dibuixant i il·lustradora.
Es va formar posteriorment a l'Escola de Belles arts de San Fernando. Allí va tenir per professors a Fernando Álvarez de Sotomayor, José María López Mesquita i Daniel Vázquez Díaz, compartint aules amb Salvador Dalí, Victorina Durán o Lucía Sánchez de Saornil, entre d'altres.
Es va donar a conèixer exposant en el Lyceum Club Femenino, institució de la qual no va ser membre, malgrat mantenir idees feministes. Va remetre les seves obres a l'exposició celebrada en el Museu Nacional d'Art Modern de Madrid el 1929 i dos anys més tard al concurs de Pintura, Escultura i Gravat organitzat pel Círculo de Belles Artes de Madrid.
Va participar igualment en l'Exposició Internacional de pintura, escultura, dibuix i gravat organitzada per la Junta de Museus de Barcelona en el marc l'Exposició Internacional de Barcelona de 1929, que es va fer al Palau de Congressos de la ciutat. Ho va fer amb l'oli titulat Repòs, amb el qual va obtenir una medalla i que avui forma part de la col·lecció del Museu Nacional d'Art de Catalunya.
També va prendre part a l'Exposició Nacional de Belles Arts de Madrid al 1934 amb un retrat i una Mare de Déu. Segons el catàleg d'aquesta exposició, en aquell moment residia al carrer Columela de Madrid i era professora de la pintora María del Carmen Ochoa y del Campo. Dos anys més tard, hi va participar de nou amb les obres titulades San Juan Bautista, niño (reproduïda al catàleg) i La isla desierta.
Va obtenir dues terceres medalles en Exposicions Nacionals, amb les seves obres Autoretrat (1924) i Repòs (1929). Posteriorment, va obtenir una segona el 1941 amb el quadre L'Anunciació.
Passada la Guerra Civil va seguir amb la seva carrera artística, exposant a les Exposicions Nacionals de 1941, 1943, 1945 i 1948. Va presentar obres en l'exposició del Women International Art Club de 1947 i un any després en l'exposició Internacional de Buenos Aires. Els anys 1950 i 1952 novament prenia part en l'Exposició Nacional de Belles Arts de Madrid amb una obres de temàtica religiosa.
Va treballar el retrat i els temes religiosos. No va pertànyer a cap corrent artístic específic, mantenint una identitat pròpia.
Va viure discretament una relació lesbiana amb la professora de l'Escola de Cant de Madrid, Lola Rodríguez Aragón, amb la qual va conviure i a la va deixar la seva obra pictòrica a la seva mort, esdevinguda el 1976 a conseqüència del càncer.